# Reliktní záření
Reliktní záření (kosmické mikrovlnné pozadí) je elektromagnetické záření, které přichází z vesmíru ze všech směrů a je považováno za pozůstatek konce velkého třesku, kdy se záření oddělilo od hmoty prvotních atomů. Reliktní záření je jedním z hlavních důkazů pro teorii velkého třesku a zároveň nejvýznamnějším zdrojem poznatků o mladém vesmíru a předmětem intenzivního výzkumu.

## Teorie původu záření

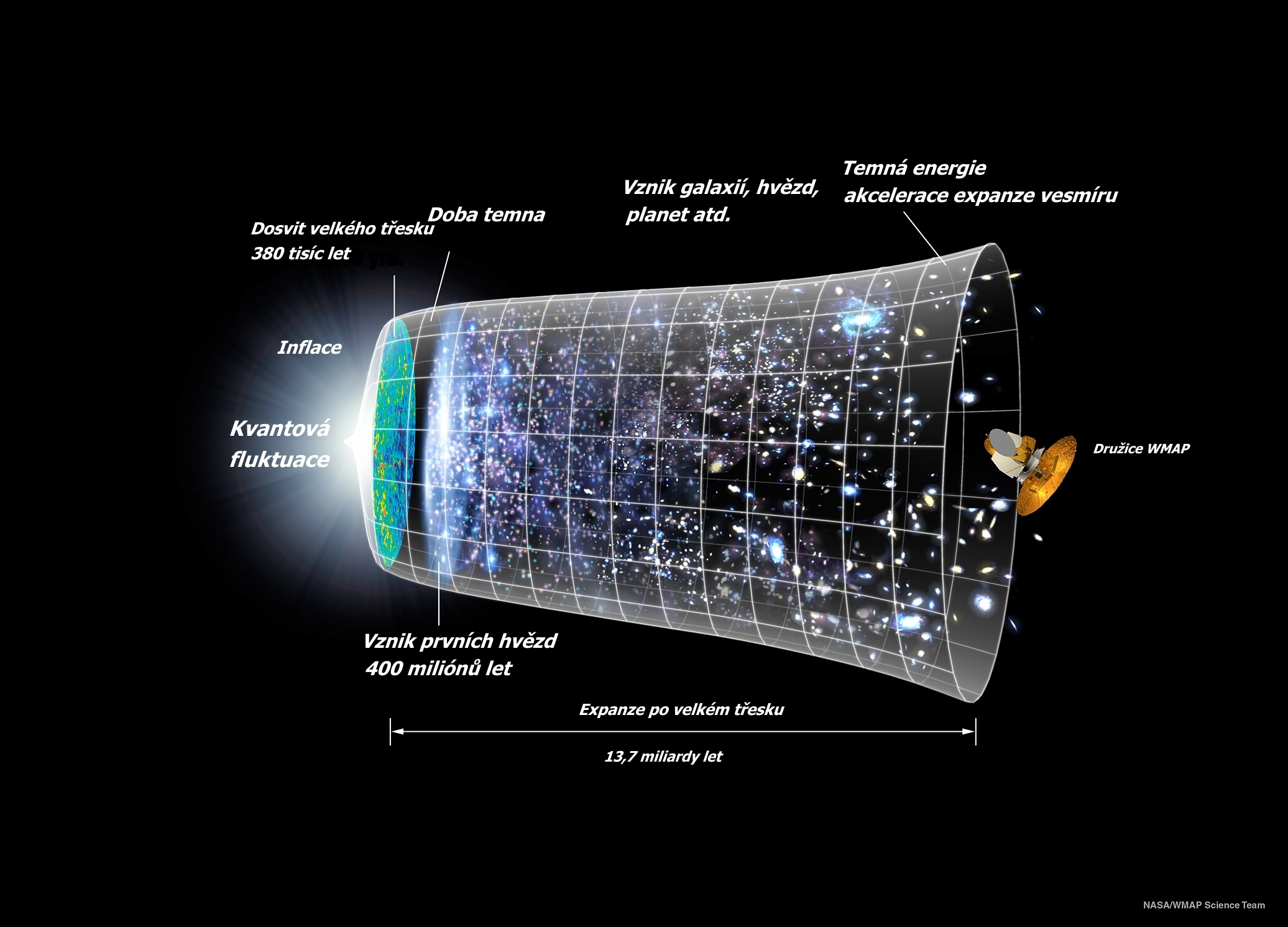
Schéma vývoje vesmíru. „Dosvit velkého třesku“ vlevo k dnešnímu pozorovateli doputoval v podobě mikrovlného záření.

Dle v současnosti uznávaného kosmologického modelu byl na počátku vesmír vyplněn hustým a horkým plazmatem, ve kterém se fotony neustále srážely s volnými elektrony a tvořila jej neprůhledná „mlha“. Když se asi 380 tisíc let od počátku velkého třesku vesmír ochladil na teplotu okolo 3000 kelvinů, volné elektrony se spojily s prvotními jádry zejména vodíku a helia a tím vznikla hmota tvořená stabilními atomy. Vázané elektrony se již nesrážely s fotony a hmota se tak stala pro záření průhledná. Fotony oddělené při tomto fázovém přechodu vesmíru se mohly volně pohybovat a jsou dnes pozorovatelné jako reliktní záření. Poté nastalo „temné období“ vesmíru až do emise nového záření prvních hvězd vzniklých vlivem gravitace.
Reliktní záření se během 13,8 miliardy let vlivem rozpínání vesmíru rozředilo, ochladilo na teplotu blízkou absolutní nule a prodloužilo rudým posuvem vlnovou délku na velikost mikrovln.
Teorie reliktního záření byla publikována roku 1948 v článku O původu chemických prvků známém pod označením alfa-beta-gama model. Publikoval jej Ralph Alpher a George Gamow, který místo Roberta Hermana uvedl třetího autora Hanse Betheho, aby příjmení připomínala počátek alfabety.

## Historie výzkumu

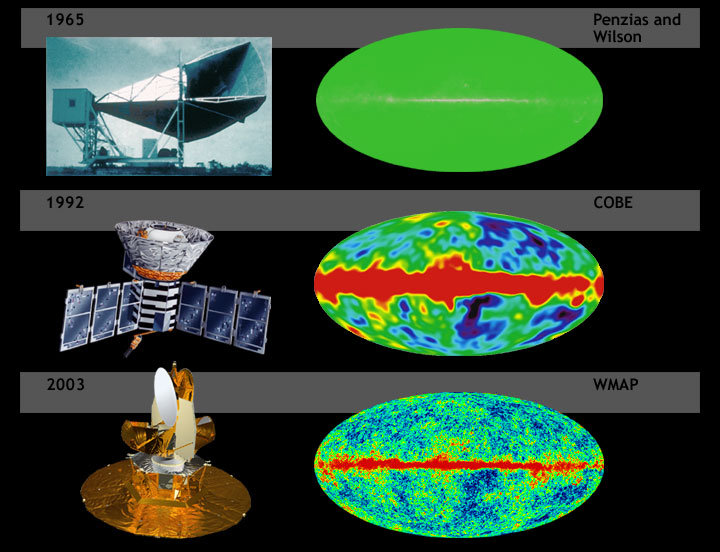
Historie pozorování reliktního záření: Echo, COBE, WMAP (červený pruh je záření Mléčné dráhy)

Roku 1941 změřil Andrew McKellar teplotu 2,3 K. Roku 1955 změřil Emile Le Roux teplotu 3 K. Roku 1957 Tigran Šmaonov radiové pozadí o teplotě 4 K. 
Poprvé bylo reliktní záření pozorováno pomocí antény z projektu družice Echo v New Jersey roku 1964. Za objev publikovaný v roce 1965 spolu s interpretačním článkem byli Arno Penzias a Robert Wilson v roce 1978 oceněni Nobelovou cenou za fyziku. Jeho objevení bylo zastánci teorie velkého třesku (jako Robert Henry Dicke, James Peebles) interpretováno jako nejvýznamnější důkaz tohoto modelu. Je však známo, že Planckovo radiační spektrum je velmi obecným a universálním vyjádřením termodynamické rovnováhy mezi fotonovým plynem a látkou, a jednoznačná vazba mezi modelem velkého třesku a spektrem Planckova typu představuje dosud neprokázanou hypotézu.
Pro průzkum reliktního záření je potřeba zmapovat jeho předpovězené nepatrné nepravidelnosti, tzv. anizotropie, která dokládá, že hmota vesmíru na konci velkého třesku nebyla rozložena homogenně, což umožnilo pozdější vznik prvních hvězd a galaxií. To však není kvůli rušení v oboru mikrovln možné ze zemského povrchu a umožnily to až vesmírné sondy s velmi citlivými přístroji. Přesné měření záření ve všech směrech umožnilo získat množství dat, ze kterých je možné na základě statistických analýz čerpat informace o nejstarším pozorovatelném vesmíru.

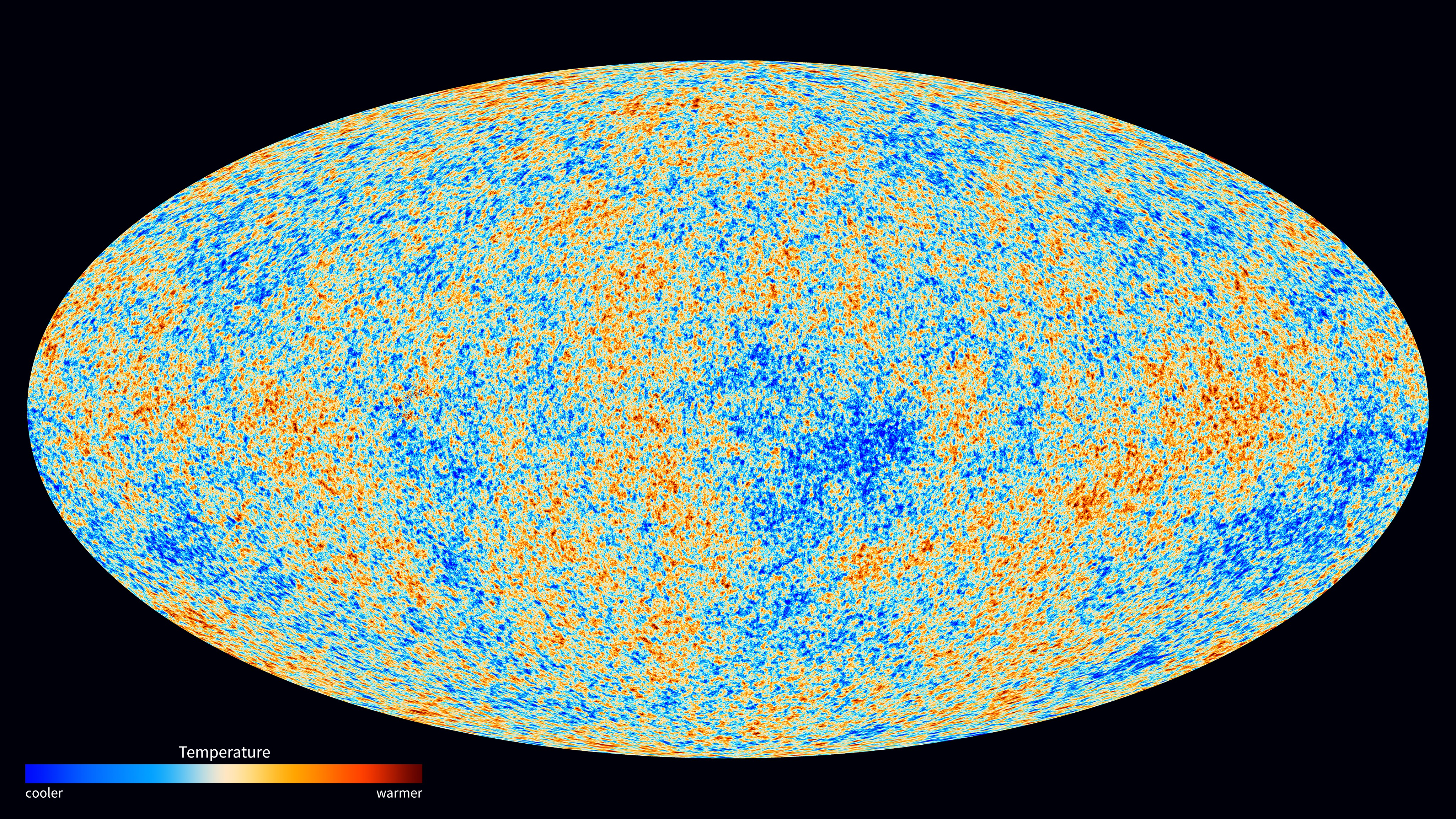
Nejpřesnější mapa reliktního záření z dat sondy Planck

První průzkum struktury a mapování reliktního záření umožnila specializovaná americká družice COBE, čili COsmic Backgroud Explorer – „průzkumník kosmického pozadí“, vyslaná v roce 1989. Výsledky této mise byly publikované roku 1992 a znamenaly nové, zásadní potvrzení teorie velkého třesku. D John C. Mather a George F. Smoot za poznatky získali také Nobelovu cenu roku 2006. 
Podrobnější mapu reliktního záření pořídila americká sonda WMAP vyslaná roku 2001, výsledky byly publikované v roce 2012. V roce 2009 byla vyslána evropská družice Planck, která umožňuje ještě mnohem přesnější mapování.

## Teplota záření

Spektrum reliktního záření naměřené sondou COBE (červeně) přesně odpovídalo spektru černého tělesa dle teoretické předpovědi velkého třesku (modře).

Teplota záření je rozložení intenzity záření na různých vlnových délkách (spektrum záření), které odpovídá elektromagnetickému záření vyzařovaném absolutně černým tělesem o dané teplotě. Na velmi velké vzdálenosti se vlnová délka záření prodlužuje vlivem kosmologického rudého posuvu, pozorované záření se proto jeví jako vyzářené chladnějším objektem než byla skutečná teplota tělesa, která jej vyzářila. Rozdíl teplot je úměrný vzdálenosti, kterou záření urazilo, a z ní lze odvodit stáří reliktního záření z doby velkého třesku a tím i stáří celého vesmíru.
Podle teorie standardního modelu vesmíru se 379 tisíc let po velkém třesku oddělilo záření od hmoty s počáteční teplotou okolo 3000 kelvinů a dnes mělo mít podle různých dřívějších odhadů (před objevením reliktního záření) teplotu 4 až 40 kelvinů. Například Ralph Alpher a Robert Herman takto předpověděli teplotu 5 K již v roce 1948. Nebo Arthur Eddington 3,18 K roku 1926. Kdežto například George Gamow, zastánce teorie velkého třesku, původně roku 1952 předpovídal teplotu 50 K.
Změřená teplota se dnes pohybuje okolo 2,73 K a největší intenzitu má při vlnové délce 1,06 milimetru.
Stanovení konkrétní teploty reliktního záření ve vzdáleném vesmíru je ale pomocí pozorování nemožné.

## V kultuře
Reliktní záření bylo součástí seriálu Stargate Universe, ve kterém toto záření měla najít a prozkoumat antická loď Destiny, neboť v něm podle zjištění Antiků byla zakódovaná zpráva, která by mohla dokázat existenci inteligentního života při vzniku vesmíru, či dokonce před ním. Zprávu však nešlo zrekonstruovat pouze z Mléčné dráhy a Pegasu.